# X 312 – Flug zur Hölle
X 312 – Flug zur Hölle ist ein deutsch-spanischer Action- und Abenteuerfilm aus dem Jahre 1970 des Genrespezialisten Jess Franco mit Thomas Hunter und Gila von Weitershausen in den Hauptrollen.

## Handlung
Vollkommen erschöpft und ausgelaugt kehrt der amerikanische Zeitungsreporter Tom Nilson in sein Korrespondentenbüro in Rio de Janeiro zurück. Er hat soeben den X 312-Flug überlebt, einen Flug aus Chile ohne Wiederkehr in die grüne Hölle Brasiliens. Nilson telefoniert mit Joe Varga, einem Bekannten bei der Polizei, der nicht glauben kann, mit wem er da spricht, denn Nilson gilt, wie die anderen Passagiere dieses Todesflugs, seit dem Absturz der Maschine als verschollen bzw. tot. Der Flieger war im unwegsamen Dschungelgebiet spurlos verschwunden. Nilson bespricht ein Tonband, auf dem er die Ereignisse dieser Reise ohne Wiederkehr dokumentiert. Er hat noch immer Angst um sein Leben, denn er wurde Zeuge von Ereignissen, bei denen nach einer Flugzeugentführung der Absturz der Maschine und ein Überlebenskampf im Dschungel gegen geldgierige Verbrecher und die Unbilden der Natur im Zentrum standen.
Als die klapprige Maschine in den Himmel stieg, befand sich auch der chilenische Bankier Alberto Ruprecht, seines Zeichens Präsident der chilenischen Nationalbank, der von Anbeginn einen recht nervösen Eindruck hinterließ, an Bord. Der befand sich (offenbar vor der sozialistischen Regierung Salvador Allendes) auf der Flucht und führte einen Koffer mit Juwelen mit sich. Niemand außer ihm weiß zunächst vom Kofferinhalt. Anfänglich raufen sich die Überlebenden, angeführt von dem bulligen Steward Bill Gonzales, noch zusammen und bilden angesichts der scheinbaren Ausweglosigkeit inmitten des brasilianischen Nirgendwos eine verschworene Schicksalsgemeinschaft. Die Passagiere sind ein ziemlich bunt zusammengewürfelter Haufen: Neben Reporter Tom überlebten unter anderem auch die blonde Wienerin Steffi, eine ziemlich anstrengende US-Touristin, die Edelprostituierte Mrs. Wilson und ein schwuler Spanier mit Hunde-Faible. Als besonders mysteriös erweist sich von Anbeginn die verführerische Latina Anna Maria Vidal.
Schuld am Absturz trug ein Gangster, der den Auftrag hatte, das Flugzeug zu einem mit seinen Auftraggebern ausgemachten Treffpunkt zu dirigieren. Als der Pilot im Cockpit nicht seinen Anweisungen Folge leisten wollte, kam es in jeder Hinsicht zu Turbulenzen mit den bekannten Folgen. Gonzales entscheidet, dass sich der kleine Trupp aufmachen sollte, sich zur nächsten Besiedlung durchzuschlagen, ein Marsch durch die gefährliche, grüne Hölle. Bald entwickelt der eine oder andere mehr Interesse als angemessen für den Inhalt des Aktenkoffers des Herrn Ruprecht, und Steward Bill erscheint als besonders rabiat in seinem Wunsch, das Gepäckstück an sich zu nehmen. Im Kampf um die Diamanten ermordet er Ruprecht und Mrs. Wilson. Als man auf skrupellose Kopfjäger und reihenweise brutale Dschungelbanditen stößt, dezimieren diese die Zahl der Überlebenden en masse. Am Ende schaffen es nur Tom, Anna Maria und der Obergangster John Somers dem Grauen zu entkommen, doch Tom hat sich zu früh gefreut: Anna Maria erweist sich als die Komplizin desjenigen Schurken an Bord, der für den Absturz verantwortlich war. Nachdem Tom seinen Bericht zu Ende geschrieben hat, geht er zu ihr, um die Ruprecht-Diamanten der Polizei zu übergeben. Doch erst jetzt erkennt er, welche Rolle sie gespielt hatte. Tom wird ihr letztes Opfer, doch der hatte ja zuvor mit Varga telefoniert, und somit ist die Polizei bereits im Anmarsch.

## Produktionsnotizen
X 312 – Flug zur Hölle entstand zwischen dem 26. Oktober und dem 31. Dezember 1970 an mehreren Drehorten in Brasilien und Spanien. Die Atelieraufnahmen entstanden in den CCC-Studios von Berlin. Die Uraufführung erfolgte am 20. August 1971 in mehreren deutschen Städten.
Karl-Heinz Mannchen übernahm die Herstellungsleitung. Klaus Meyenberg sorgte für die Ausstattung, Bruno Nicolai für die musikalische Bearbeitung der Komposition von Wolf Hartmayer.

## Synchronisation
| Rolle            | Darsteller             | Synchronsprecher |
| ---------------- | ---------------------- | ---------------- |
| Tom Nilson       | Thomas Hunter          | Peer Schmidt     |
| Steffi           | Gila von Weitershausen | sie selbst       |
| Bill Gonzales    | Fernando Sancho        | Arnold Marquis   |
| Anna Maria Vidal | Esperanza Roy          | Beate Hasenau    |
| Carlo Rivas      | Hans Hass junior       | er selbst        |
| Mrs. Wilson      | Ewa Strömberg          | Ursula Heyer     |
| Alberto Ruprecht | Siegfried Schürenberg  | er selbst        |
| Pedro            | Howard Vernon          | Heinz Petruo     |
| John Somers      | Paul Muller            | Gerd Martienzen  |
| Lolita           | Beni Cardoso           | Renate Küster    |

Für die Synchron zeichnete Arne Elsholtz verantwortlich.

## Kritik
Im Lexikon des internationalen Films heißt es: „Simpler Kriminal- und Abenteuerfilm.“